# Hunahpú und Ixbalanqué
Hunahpú und Ixbalanqué, genannt auch die Heldenbrüder oder die Göttlichen Zwillinge, sind zwei Hauptpersonen des heiligen Buchs Popol Vuh der Quiché-Maya in Guatemala. Die Legende und der Kult der Zwillinge waren im gesamten Mayagebiet weit verbreitet.

## Legende
Gezeugt wurden die Zwillinge von HunHunahpú und Ixquic. Beide wurden, nach zahlreichen Erlebnissen und einem Abstieg in die Unterwelt, wo sie den Kampf gegen die Herren des Todes gewannen, wobei sie die Häuser der Düsterkeit, Messer, Kälte, Jaguars, Feuer und Fledermäuse und die dortigen Götter in einem Ballspiel besiegten, im Selbstopfer zu Sonne und Mond. Bei Chichén Itzá wurde eine Kultstätte dieser Heldenbrüder gefunden.

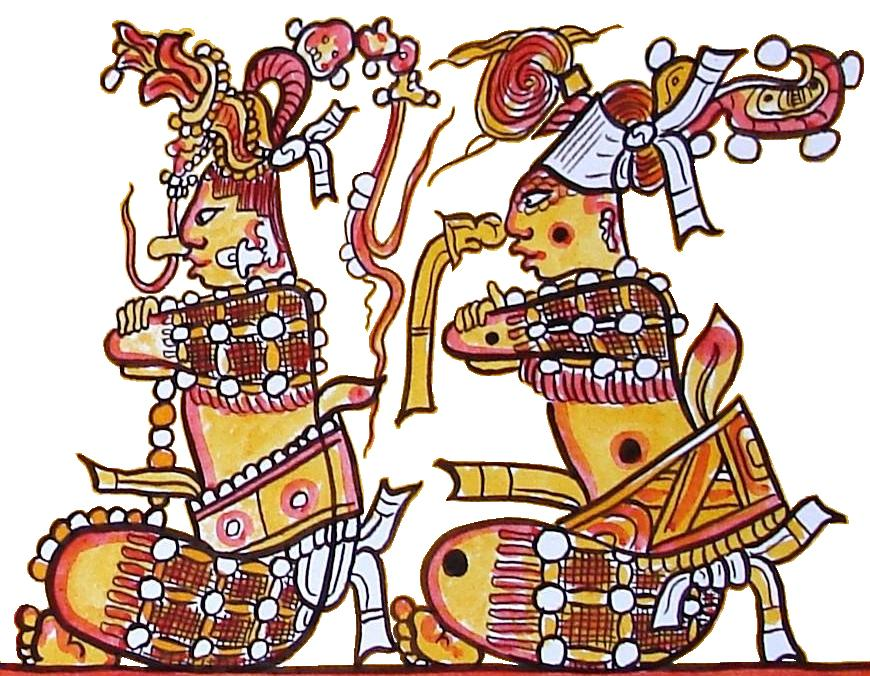
Eine Zeichnung der Zwillinge von Lacambalam
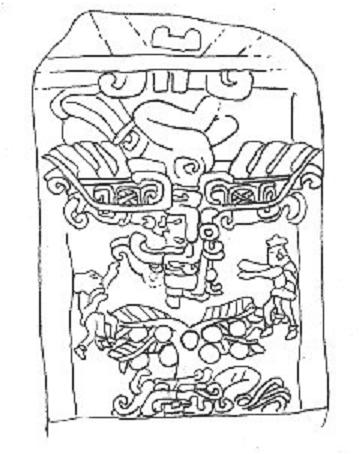
Die Zwillinge auf einer klassischen Stele in Izapa
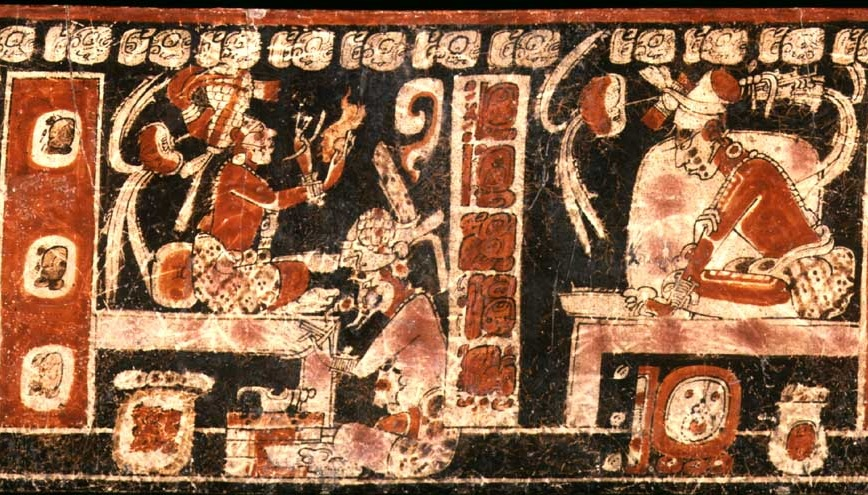
Die Zwillinge auf klassischer Keramik